# Circuito Mundial de Voleibol de Praia de 2000
O Circuito Mundial de Voleibol de Praia de 2000 foi a décima quarta edição das séries internacionais de vôlei de praia organizadas pela Federação Internacional de Voleibol (FIVB) para a variante masculina e a nona edição para o naipe feminino. Para a edição 2000, o Circuito incluiu 13 torneios Open para o naipe masculino e 11 torneios Open para a variante feminina, 1 torneio Grand Slam para ambos os gêneros, além da edição do dos Jogos olímpicos de Verão para ambos os naipes.

## Calendário

### Feminino
| Torneio                                                                            | Ouro                                              | Prata                                             | Bronze                                            | Quarto lugar                                      |
| Aberto de Vitória Vitória, Brasil De 1 a 6 de fevereiro de 2000.                   | Estados UnidosLiz Masakayan · Elaine Youngs       | BrasilSandra Pires · Adriana Samuel               | JapãoYukiko Takahashi · Mika Teru Saiki           | BrasilShelda Bedê · Adriana Behar                 |
| Aberto de Rosarito Rosarito, México De 31 de maio a 4 de junho de 2000.            | BrasilShelda Bedê · Adriana Behar                 | Estados UnidosMisty May-Treanor · Holly McPeak    | Estados UnidosAnnett Davis · Jenny Johnson Jordan | BrasilSandra Pires · Adriana Samuel               |
| Aberto de Cagliari Cagliari, Itália De 7 a 11 de junho de 2000.                    | BrasilAna Paula Henkel · Mônica Rodrigues         | Estados UnidosAnnett Davis · Jenny Johnson Jordan | BrasilShelda Bedê · Adriana Behar                 | BrasilSandra Pires · Adriana Samuel               |
| Aberto de Toronto Toronto, Canadá De 13 a 18 de junho de 2000.                     | BrasilShelda Bedê · Adriana Behar                 | Estados UnidosMisty May-Treanor · Holly McPeak    | AustráliaNatalie Cook · Kerri Pottharst           | Estados UnidosAnnett Davis · Jenny Johnson Jordan |
| Aberto de Gstaad Gstaad, Suíça De 21 a 25 de junho de 2000.                        | BrasilShelda Bedê · Adriana Behar                 | Estados UnidosMisty May-Treanor · Holly McPeak    | BrasilAna Paula Henkel · Mônica Rodrigues         | Estados UnidosAnnett Davis · Jenny Johnson Jordan |
| Grand Slam de Chicago Chicago, Estados Unidos De 30 de junho a 4 de julho de 2000. | Estados UnidosMisty May-Treanor · Holly McPeak    | BrasilShelda Bedê · Adriana Behar                 | BrasilSandra Pires · Adriana Samuel               | Estados UnidosLinda Hanley · Nancy Reno           |
| Aberto de Berlin Berlin, Alemanha De 12 a 16 de julho de 2000.                     | Estados UnidosMisty May-Treanor · Holly McPeak    | AustráliaTania Gooley · Pauline Manser            | JapãoYukiko Takahashi · Mika Teru Saiki           | AlemanhaUlrike Schmidt · Gudula Staub             |
| Aberto de Marseille Marseille, França De 18 a 22 de julho de 2000.                 | Estados UnidosAnnett Davis · Jenny Johnson Jordan | BrasilShelda Bedê · Adriana Behar                 | BrasilAna Paula Henkel · Mônica Rodrigues         | AustráliaNatalie Cook · Kerri Pottharst           |
| Aberto de Espinho Espinho, Portugal De 25 a 29 de julho de 2000.                   | Estados UnidosLiz Masakayan · Elaine Youngs       | Estados UnidosLisa Arce · Barbra Fontana          | AustráliaNatalie Cook · Kerri Pottharst           | Estados UnidosAnnett Davis · Jenny Johnson Jordan |
| Aberto de Osaka Osaka, Japão De 2 a 6 de agosto de 2000.                           | BrasilShelda Bedê · Adriana Behar                 | JapãoYukiko Takahashi · Mika Teru Saiki           | AustráliaNatalie Cook · Kerri Pottharst           | Estados UnidosMisty May-Treanor · Holly McPeak    |
| Aberto de Dalian Dalian, China De 9 a 13 de agosto de 2000.                        | Estados UnidosLiz Masakayan · Elaine Youngs       | Estados UnidosMisty May-Treanor · Holly McPeak    | ChinaRong Chi · Zi Xiong                          | PortugalCristina Pereira · Maria José Schuller    |
| Olimpíada de Verão Sydney, Austrália De 16 a 25 de setembro de 2000.               | AustráliaNatalie Cook · Kerri Pottharst           | BrasilShelda Bedê · Adriana Behar                 | BrasilSandra Pires · Adriana Samuel               | JapãoYukiko Takahashi · Mika Teru Saiki           |
| Aberto de Fortaleza Fortaleza, Brasil De 31 de outubro a 5 de novembro de 2000.    | Estados UnidosMisty May-Treanor · Holly McPeak    | BrasilSandra Pires · Adriana Samuel               | Estados UnidosLeanne McSorley · Nancy Reynolds    | BrasilShelda Bedê · Adriana Behar                 |

### Masculino
| Torneio                                                                            | Ouro                                         | Prata                                    | Bronze                                        | Quarto lugar                                 |
| Aberto de Mar del Plata Mar del Plata, Argentina De 12 a 16 de janeiro de 2000.    | ArgentinaMariano Baracetti · José Salema     | BrasilZé Marco · Ricardo Alex Santos     | AustráliaJulien Prosser · Lee Zahner          | BrasilRoberto Lopes · Franco Neto            |
| Aberto do Guarujá Guarujá, Brasil De 18 a 23 de janeiro de 2000.                   | BrasilMárcio Araújo · Benjamin Insfran       | Suíça Martin Laciga · Paul Laciga        | BrasilJosé Loiola · Emanuel Rego              | AlemanhaOliver Oetke · Andreas Scheuerpflug  |
| Aberto de Macau Macau De 24 a 28 de maio de 2000.                                  | BrasilZé Marco · Ricardo Alex Santos         | BrasilMárcio Araújo · Benjamin Insfran   | BrasilRoberto Lopes · Franco Neto             | NoruegaVegard Høidalen · Jørre Kjemperud     |
| Aberto de Rosarito Rosarito, México De 31 de maio a 4 de junho de 2000.            | Estados UnidosDax Holdren · Todd Rogers      | Estados UnidosRob Heidger · Kevin Wong   | BrasilMárcio Araújo · Benjamin Insfran        | Suíça Martin Laciga · Paul Laciga            |
| Aberto de Toronto Toronto, Canadá De 14 a 18 de junho de 2000.                     | BrasilJosé Loiola · Emanuel Rego             | CanadáJohn Child · Mark Heese            | AustráliaJulien Prosser · Lee Zahner          | BrasilZé Marco · Ricardo Alex Santos         |
| Aberto de Tenerife Tenerife, Espanha De 21 a 25 de junho de 2000.                  | Suíça Martin Laciga · Paul Laciga            | BrasilMárcio Araújo · Benjamin Insfran   | RússiaSergei Jermischin · Michail Kuschnerjow | BrasilZé Marco · Ricardo Alex Santos         |
| Grand Slam de Chicago Chicago, Estados Unidos De 28 de junho a 2 de julho de 2000. | BrasilJosé Loiola · Emanuel Rego             | BrasilZé Marco · Ricardo Alex Santos     | Suíça Martin Laciga · Paul Laciga             | ArgentinaMariano Baracetti · José Salema     |
| Aberto de Stavanger Stavanger, Noruega De 5 a 9 de julho de 2000.                  | BrasilZé Marco · Ricardo Alex Santos         | BrasilMárcio Araújo · Benjamin Insfran   | BrasilJosé Loiola · Emanuel Rego              | ArgentinaMartín Conde · Eduardo Martínez     |
| Aberto de Lignano Lignano Sabbiadoro, Itália De 12 a 16 de julho de 2000.          | BrasilZé Marco · Ricardo Alex Santos         | Suíça Martin Laciga · Paul Laciga        | CanadáJohn Child · Mark Heese                 | BrasilMárcio Araújo · Benjamin Insfran       |
| Aberto de Marseille Marseille, França De 19 a 23 de julho de 2000.                 | BrasilZé Marco · Ricardo Alex Santos         | NoruegaVegard Høidalen · Jørre Kjemperud | BrasilJosé Loiola · Emanuel Rego              | ChéquiaMartin Lébl · Michal Palinek          |
| Aberto de Espinho Espinho, Portugal De 26 a 30 de julho de 2000.                   | BrasilZé Marco · Ricardo Alex Santos         | BrasilJosé Loiola · Emanuel Rego         | Suíça Martin Laciga · Paul Laciga             | CanadáJohn Child · Mark Heese                |
| Aberto de Klagenfurt Klagenfurt, Áustria De 2 a 6 de agosto de 2000.               | BrasilJosé Loiola · Emanuel Rego             | BrasilZé Marco · Ricardo Alex Santos     | BrasilPaulão Moreira · Jefferson Bellaguarda  | NoruegaVegard Høidalen · Jørre Kjemperud     |
| Aberto de Ostende Ostende, Bélgica De 9 a 13 de agosto de 2000.                    | BrasilJosé Loiola · Emanuel Rego             | Estados UnidosCarl Henkel · Sinjin Smith | Estados UnidosDain Blanton · Eric Fonoimoana  | NoruegaVegard Høidalen · Jørre Kjemperud     |
| Olimpíada de Verão Sydney, Austrália De 16 a 26 de setembro de 2000.               | Estados UnidosDain Blanton · Eric Fonoimoana | BrasilZé Marco · Ricardo Alex Santos     | AlemanhaJörg Ahmann · Axel Hager              | PortugalJoão Brenha · Miguel Maia            |
| Aberto de Vitória Vitória, Brasil De 28 de novembro a 3 de dezembro de 2000.       | BrasilMárcio Araújo · Benjamin Insfran       | BrasilTande · Emanuel Rego               | Suíça Martin Laciga · Paul Laciga             | BrasilPaulão Moreira · Jefferson Bellaguarda |

## Quadro de medalhas
| Ordem | País           | Medalha de ouro | Medalha de prata | Medalha de bronze | Total |
| ----- | -------------- | --------------- | ---------------- | ----------------- | ----- |
| 1.    | Brasil         | 16              | 14               | 11                | 41    |
| 2.    | Estados Unidos | 9               | 8                | 3                 | 20    |
| 3.    | Suíça          | 1               | 2                | 3                 | 6     |
| 4.    | Austrália      | 1               | 1                | 5                 | 7     |
| 5.    | Argentina      | 1               | 0                | 0                 | 1     |
| 6.    | Japão          | 0               | 1                | 2                 | 3     |
| 7.    | Canadá         | 0               | 1                | 1                 | 2     |
| 8.    | Noruega        | 0               | 1                | 0                 | 1     |
| 9.    | China          | 0               | 0                | 1                 | 1     |
| 10.   | Alemanha       | 0               | 0                | 1                 | 1     |
| 11.   | Rússia         | 0               | 0                | 1                 | 1     |